# 泡泡浴 (性服務)

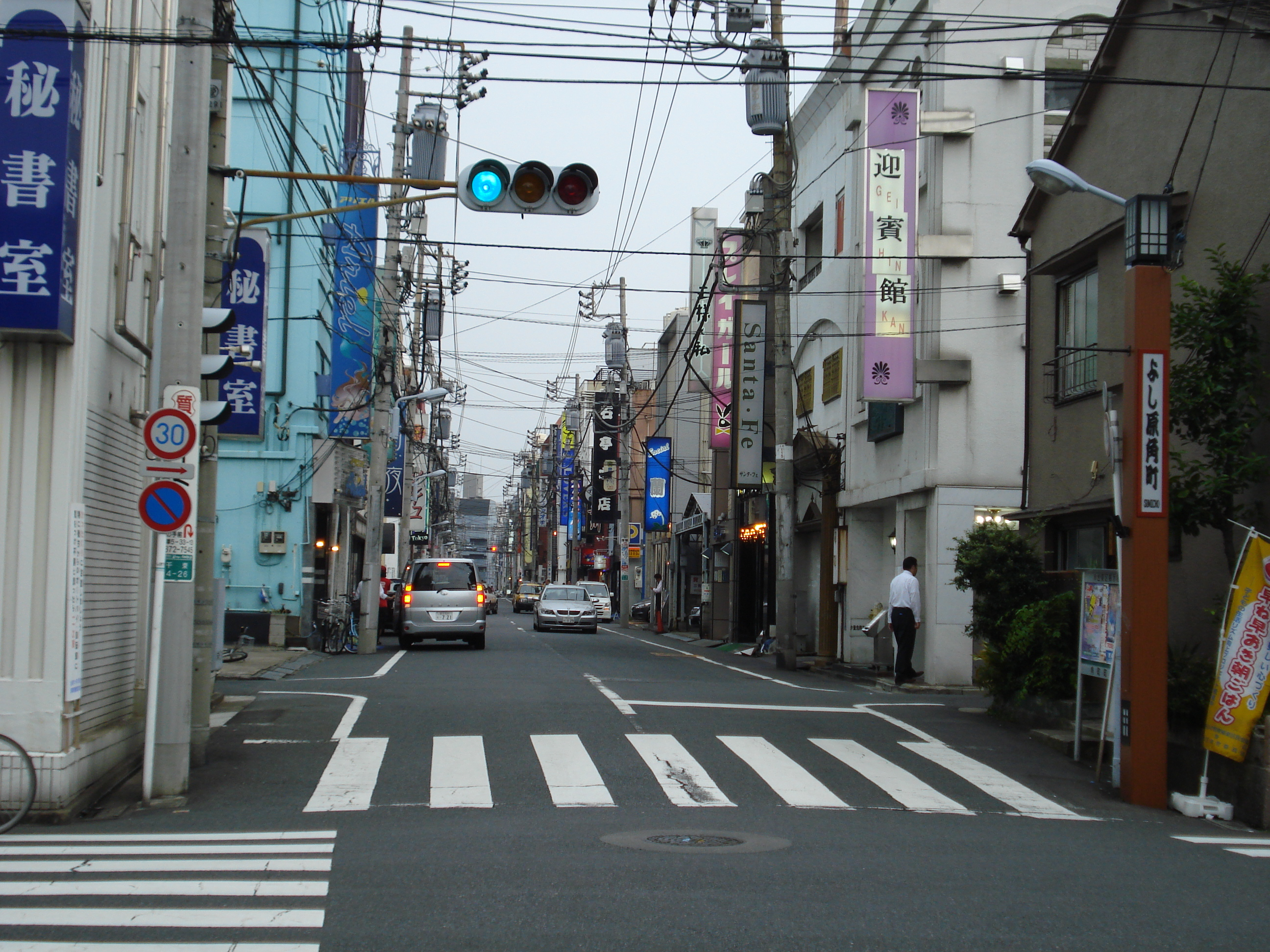
日本東京都吉原泡泡浴街

泡泡浴直译为肥皂乐园，亦有译为泡泡澡，是存在於日本的一項性服務，曾經被命名为土耳其浴，后来由于抗议改为现名，內容類似泰國浴。具體上來說，就是由一名性工作者向嫖客提供性服務的一種方式。
在很多知名的成人電影作品當中，泡泡浴通常有性暗示的意味，即性工作者通常會幫客人先抹上肥皂，而且方式與一般方式（鴛鴦浴）有所差異，性工作者會以身體的任何部位（如大腿、胸部甚至陰部）透過身體互相摩擦的方式抹上肥皂，藉由全身的力量達到高級情趣的意味。
在日本風俗店中，泡泡浴屬於店舖型性風俗營業1號。根據統計，截止2008年，日本全國的泡泡浴店舖有1,249家。另外，某些泡泡浴店僅限日本人前往消費而謝絕外國人。

## 歷史
泡泡浴最早被日本叫做土耳其浴（日語：トルコ風呂），原意是指中東鄂圖曼帝國的一種公共浴室，與伊斯蘭教的教義規定祈禱之前必先沐浴有關。後因土耳其留學生耐斯瑞·山柯可（土耳其語：Nusret Sancaklı）向厚生省訴求。1984年12月19日，「東京都特殊浴場協會」公開尋求改名，借用英文Soapland改為泡泡浴（ソープランド）的現名
。

## 外部連結
- （日語）性風俗用語大辭典 （页面存档备份，存于）